# San Alberto
San Alberto é um município da Colômbia, localizado no departamento de Cesar.